# Austronemoura auberti
Austronemoura auberti är en bäcksländeart som beskrevs av Mclellan och Peter Zwick 1996. Austronemoura auberti ingår i släktet Austronemoura och familjen Notonemouridae. Inga underarter finns listade i Catalogue of Life.